# Gregory van der Wiel
Gregory Kurtley van der Wiel (* 3. února 1988, Amsterdam) je nizozemský fotbalový obránce a reprezentant, který působí od února 2018 v americkém klubu Toronto FC. V roce 2010 získal Cenu Johana Cruijffa (Johan Cruijff Prijs), která se v Nizozemsku každoročně uděluje nejlepším mladým hráčům do 21 let.

## Klubová kariéra

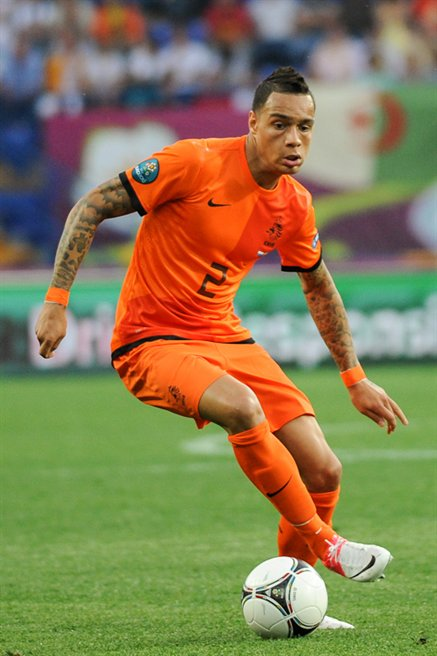
Gregory van der Wiel v reprezentačním dresu.

Po působení v nizozemském top klubu AFC Ajax přestoupil 1. září 2012 za 6 milionů eur do ambiciózního francouzského mužstva Paris Saint-Germain vedeného italským trenérem Carlo Ancelottim. Podepsal čtyřletý kontrakt. V létě 2016 přestoupil do Fenerbahçe SK. Na začátku února 2018 přestoupil z Cagliari Calcio do kanadského klubu Toronto FC.

## Reprezentační kariéra
V nizozemském reprezentačním A-mužstvu debutoval v přátelském zápase proti Tunisku 11. února 2009, když vystřídal na hřišti Johnny Heitingu (remíza 1:1).
Zúčastnil se Mistrovství světa 2010 v Jihoafrické republice, kde Nizozemsko podlehlo ve finále Španělsku 0:1 po prodloužení.
Hrál i na Mistrovství Evropy 2012 v Polsku a na Ukrajině, kde Nizozemsko prohrálo v základní skupině B všechny tři zápasy (v tzv. „skupině smrti“ postupně 0:1 s Dánskem, 1:2 s Německem a 1:2 s Portugalskem) a skončilo na posledním místě. Van der Wiel odehrál všechny tři zápasy.